# Lena Grabowski
Lena Petra Grabowski (* 10. September 2002) ist eine österreichische ehemalige Schwimmerin. Bei den Kurzbahneuropameisterschaften 2021 holte sie die Bronze-Medaille über 200 m Rücken.

## Leben
Lena Grabowski stammt aus Parndorf und besuchte bis zur Matura 2022 das fünfjährige Oberstufenrealgymnasium in der Südstadt. Ab dem Volksschulalter trainierte sie bei der Schwimmunion Neusiedl am See, trainiert wurde sie später unter anderem vom Ungarn Balázs Fehérvári, der neben Grabowski auch Marlene Kahler zur Olympiateilnahme führte.
2019 belegte Grabowski bei den Juniorenweltmeisterschaften in Budapest den zweiten Platz über 200 m Rücken und holte die erste Junioren-WM-Medaille für Österreich seit Dinko Jukic 2006. In Graz wurde sie 2020 österreichische Staatsmeisterin über 100 und 200 m Rücken. Im März 2021 wurde sie Staatsmeisterin über 50, 100 und 200 Meter Rücken sowie über 400 Meter Lagen. Im Mai 2021 erreichte sie bei den ursprünglich für 2020 geplanten Schwimmeuropameisterschaften in Budapest Platz vier über 200 Meter Rücken.
Bei ihrem Olympiadebüt bei den aufgrund der COVID-19-Pandemie auf 2021 verschobenen Olympischen Spielen 2020 in Tokio im Juli 2021, bei dem sie die jüngste österreichische Teilnehmerin war, belegte Grabowski über 100 m Rücken Rang 29, über 200 m Rücken erreichte sie Platz 12. Im November 2021 errang Grabowski bei den Kurzbahneuropameisterschaften 2021 in Kasan die Bronze-Medaille über 200 m Rücken. Vor ihr holten zuletzt Mirna Jukic 2008 bei den Damen und Markus Rogan 2011 bei den Herren eine Medaille bei Kurzbahneuropameisterschaften.
Beim Golden Tour Meeting in Marseille gewann sie im März 2022 über 200 Meter Rücken. In dieser Disziplin wurde Grabowski im August 2022 erneut österreichische Staatsmeisterin und bei den Schwimmeuropameisterschaften in Rom Achte. Bei den Kurzbahnstaatsmeisterschaften in der Aqua Nova in Wiener Neustadt Ende November 2022 wurde Grabowski Erste über 200 Meter Rücken, über 50 und 100 Meter Rücken wurde sie jeweils Zweite hinter Caroline Pilhatsch. Im August 2023 verteidigte sie ihren Staatsmeistertitel über die 200 Meter Rücken in Kapfenberg.
Anfang August 2024 gab sie das Ende ihrer sportliche Laufbahn bekannt und bestritt ihr letztes Karriererennen bei den Staatsmeisterschaften.

## Auszeichnungen und Nominierungen
- 2017, 2019, 2021 und 2022: Sportlerin des Jahres im Burgenland[21][8][22][23][24]
- 2019: Jugendsportpreis im Rahmen der Sporthilfe-Gala[25][26]
- 2019 und 2022: BVZ-Martini in der Kategorie Sport[27][28]